# Petar Vukčević
Petar Vukčević (in serbo Петар Вукчевић?; Podgorica, 15 agosto 1987) è un ex calciatore montenegrino, di ruolo centrocampista.

## Carriera

### Club
Ha giocato nella prima divisione montenegrina ed in quella albanese.

### Nazionale
Ha giocato nella nazionale montenegrina Under-21.

## Palmarès

### Club

#### Competizioni nazionali
- Campionato montenegrino: 2

Budućnost: 2007-2008, 2011-2012